# ژوزه آلبرتو کاستا
ژوزه آلبرتو کاستا (زاده ۳۱ اکتبر ۱۹۵۳ در پورتو) بازیکن پیشین تیم ملی پرتغال است.
کاستا در فصل ۹۰-۹۱ بجای غلامحسین پیروانی به عنوان سرمربی تیم صنعت نفت انتخاب شد. در پایان فصل و پس از احراز نتایج مطلوب قرارداد وی برای یک فصل دیگر تمدید شد. با این حال پس از پایان هفته دهم فصل ۹۱-۹۲ لیگ برتر و بدلیل کسب نتایج ضعیف، وی از کار خود برکنار شد.